# 세보르가 공국
세보르가 공국(이탈리아어: Principato di Seborga)은 이탈리아 북부 리구리아주 임페리아현에 위치한 마이크로네이션이다. 세보르가를 수도로 하며 프랑스, 모나코 국경과 가까운 지점에 위치한다.

## 역사
954년에 레리노(레랭 섬, 현재는 프랑스령)에 베네딕토회 레리노 수도원이 설립되었으며 벤티밀리아(Ventimiglia) 백작이 세보르가 일대를 레리노 수도원에 기부했다는 기록이 전한다. 1963년에 세보르가의 주민들이 실존했던 세보르가 공국의 부활을 선언하고 조르조 카르보네(이탈리아어: Giorgio Carbone)를 국가원수로 선출했는데 조르조 카르보네는 자신을 '세보르가 공국의 조르조 1세 공작'(이탈리아어: Giorgio I)임을 선언하고 이탈리아로부터 세보르가 공국의 독립을 선언했다. 2009년 11월 25일에 초대 공작인 조르조 1세 공이 사망했으며 2010년 4월 25일에는 마르셀로 메네가토(이탈리아어: Marcello Menegatto)가 마르셀로 1세(이탈리아어: Marcello I) 공으로 즉위하면서 오늘에 이른다.

## 옛 세보르가 공국
세보르가 공국은 954년부터 1729년까지 실존했던 나라였다. 본래는 벤티밀리아 백작령의 일부였으나, 964년에 레리노에 있던 레리노 수도원에 세보르가 일대가 벤티밀리아 백작의 뜻에 따라 기부되면서 벤티밀리아 백작령에서 떨어져 나가 독자적인 국가가 되었다. 1079년에는 당시 이탈리아 북부를 지배하던 신성 로마 제국의 황제인 하인리히 4세에 의해 공국으로 승격되었고, 그 상태로 650년 가까이를 존속하다가 1729년에 사르데냐 왕국에 합병되어 사라졌다. 이후 1861년에 사르데냐 왕국을 중심으로 이탈리아 왕국이 출범하자, 세보르가는 이탈리아의 한 코무네가 되었다.